# Treasons Act 1570
Il Treasons Act 1570 (titolo abbreviato 13 Eliz I c. 1) fu un decreto del Parlamento inglese durante il Regno di Elisabetta I che sostituì il Treasons Act 1534, passato dal Parlamento durante il regno del padre, Enrico VIII. 

## Contenuto
Esso stabiliva che venissero considerati alto tradimento, e quindi punibili con la morte (che veniva eseguita tramite squartamento nella maggior parte dei casi):
- sperare, immaginare, inventare, concepire o complottare la morte della regina;
- infliggere lesioni personali alla regina;
- privare la regina di titoli, onori o sovranità;
- dichiarare guerra alla regina, spingere stranieri a togliere all'Inghilterra o all'Irlanda domini o immaginare, inventare, sperare, concepire o diffondere con scritti queste cose;
- scrivere o dichiarare che la regina non regna o che sia eretica, scismatica, tirannica, infedele o usurpatrice.

Questo decreto venne poi abolito.